# Яцуки (Дятловский район)
Яцуки́ (бел. Яцукі́) — деревня в Дятловском районе Гродненской области Белоруссии. В составе Даниловичского сельсовета.

## География
Площадь сельского населённого пункта составляет 15,16 га, протяжённость границ — 3,44 км.
Расположен остановочный железнодорожный пункт Яцуки, на линии Барановичи-Полесские — Лида, между остановочным пунктом Клишевичи и станцией Неман.

## Этимология

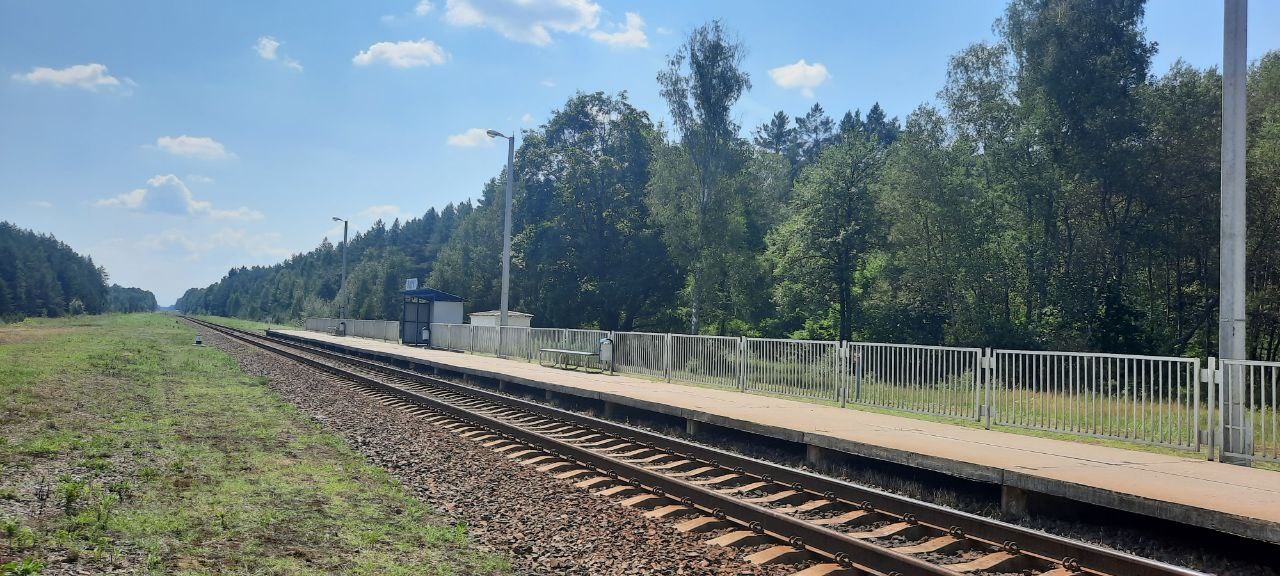
Остановочный ж/д пункт Яцуки

Название деревни, возможно, образовано от имени Яцек.

## История
В 1624 году упоминаются в составе Охоновского войтовства Дятловской (Здентельской) волости во владении Сапег.
В 1878 году Яцуки — деревня в Дятловской волости Слонимского уезда Гродненской губернии (30 хозяйств, магазин). В 1880 году в деревне было 84 жителя.
Согласно переписи населения Российской империи 1897 года в Яцуках насчитывалось 16 домов, проживало 122 человека.
В 1921—1939 годах Яцуки находились в составе межвоенной Польской Республики. В 1923 году Яцуки относились к сельской гмине Дятлово Слонимского повята Новогрудского воеводства. В сентябре 1939 года Яцуки вошли в состав БССР.
В 1996 году Яцуки входили в состав Торкачёвского сельсовета и колхоза «Беларусь». В деревне насчитывалось 14 хозяйств, проживало 24 человека.
27 ноября того же года с подъездных путей железнодорожной станции деревни отправлен в Россию последний эшелон с межконтинентальными баллистическими ракетами РС-12М «Тополь». Тем самым была окончена ядерная демилитаризация Белоруссии.
13 июля 2007 года вместе с другими населёнными пунктами упразднённого Торкачёвского сельсовета Яцуки были переданы в Даниловичский сельсовет.

## Население
Согласно переписи населения 2009 года в Яцуках проживало 7 человек.